# Vaxgyl
Vaxgyl är en sjö i Ronneby kommun i Blekinge och ingår i Bräkneån-Mieåns kustområde. Sjön är 5,8 meter djup, har en yta på 0,034 kvadratkilometer och befinner sig 40 meter över havet.